# Omar Barghouti
Omar Barghouti (nascido em 1964, no Qatar) é um dos criadores do movimento pelo boicote acadêmico e cultural a Israel (apesar de estudar na Universidade de Tel Aviv, cursando mestrado em Filosofia).
Apesar de ter nascido no Qatar, Omar foi criado no Egito e só depois de adulto se mudou para Ramallah, na Cisjordânia.
É um dos fundadores da PACBI (Palestinian Campaign for the Academic and Cultural Boycott of Israel).